# Patrick Soko
Serge Patrick Njoh Soko (sinh ngày 31 tháng 11 năm 1997) là một cầu thủ bóng đá người Cameroon thi đấu ở vị trí tiền vệ chạy cánh ở Liga MX cho Atlas.